# Medetera betulae
Medetera betulae är en tvåvingeart som beskrevs av Ringdahl 1949. Medetera betulae ingår i släktet Medetera och familjen styltflugor. Arten är reproducerande i Sverige. Inga underarter finns listade i Catalogue of Life.